# Ваххабитская война
Османо-саудовская война (араб. الحرب العثمانية السعودية‎, тур. Osmanlı-Suudi Savaşları), или Египетско-ваххабитская война — вооружённый конфликт в 1811—1818 годах между Египтом (формально под властью Османской империи) во главе с хедивом Мухаммедом Али-пашой и Первым государством Саудидов.

## Предыстория

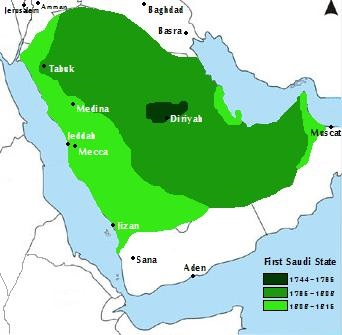
Первое государство Саудидов

Причиной конфликта стало постепенное ослабление Османской империи, а также рост идеологии ваххабизма и антитурецких настроений среди арабов.
Ваххабизм, возникший в XVIII веке как движение возврата к исконному «чистому» исламу, изначально носил антиосманский характер. Наряду с борьбой с «отступниками»-шиитами провозглашалась борьба с турецким султаном как «лжехалифом» и объединение арабских племен.
В результате распространения ваххабитских идей в середине XVIII века было создано первое централизованное феодально-теократическое саудовское государство с центром в городе Ад-Дирийя, которое к 1780 году взяло под контроль всю территорию Неджда.
Сосредоточив в своих руках всю религиозную и светскую власть, саудовские эмиры начали экспансию в соседние территории Аравийского полуострова. Последовательно было захвачено побережье Персидского залива (Аль-Хаса), Кувейт и Бахрейн (1803) и внутренние районы Омана. В 1802 году ваххабиты атаковали Кербелу, в 1803 году захватили Мекку, в 1804 году — Медину. К 1806 году ими был взят под контроль весь Хиджаз.
Экспансия ваххабизма нанесла серьёзный удар по престижу османского султана как «защитника священных городов». Кроме того, ваххабиты стали чинить препятствия совершающим хадж паломникам, нападали на караваны и начали представлять определённую угрозу для экономики Османской империи.
В этих условиях османский султан Мустафа IV, занятый в основном делами в европейской части империи, поручил в декабре 1807 года решить проблему угрозы ваххабизма силовым путём своему вассалу Мухаммеду Али-паше. Одновременно, поражение египетской армии также было выгодно османским властям, опасавшимся усиления амбициозного Али-паши.
Мухаммад Али-паша преследовал собственные цели, стремясь укрепить свой авторитет, взяв контроль над Меккой и Мединой, улучшить финансовое положение за счёт налогов с паломников и, воспользовавшись этим, создать собственную империю.

## Ход войны

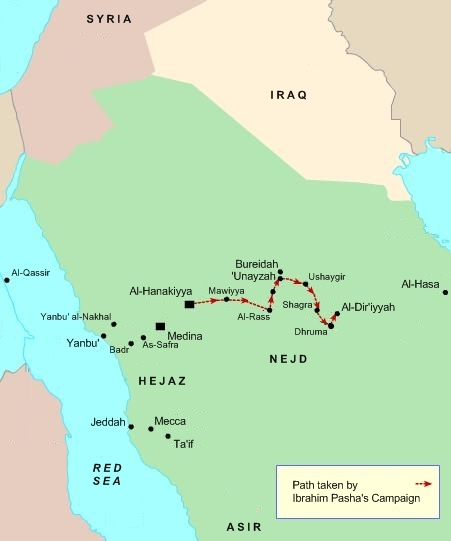
Заключительная фаза войны — наступление Ибрагим-паши на Ад-Дирийю

Занятый внутренней политикой, Али-паша приступил к активным действиям против Саудидов только в 1809 году.
3 сентября 1810 года было объявлено о выступлении египетских войск в Хиджаз: во главе сухопутных египетских войск встал шестнадцатилетний сын Али-паши Тусун-бей. Операция началась летом 1811 года. Первой целью был захват с моря западноаравийского порта Янбо и соединение морской и сухопутной частей египетской армии. Путём дипломатии и подарков египтянам удалось заручиться поддержкой кочевых арабских племен.
После соединения армий Тусун-бей начал наступление на Медину и Мекку. В декабре 1811 года у селений Ман-залат ас-Сафра и Джадида произошло решающее сражение с силами ваххабитов: египетская армия была застигнута врасплох отборными саудовскими войсками, обращена в бегство и отступила в Янбо. Однако ваххабиты не развили успех, и порт остался в руках египтян.
Получив по морю подкрепление, в 1812 году египетские войска при поддержке враждебных ваххабитам бедуинских племен перешли в наступление, в результате которого в ноябре 1812 года была взята Медина, а в январе 1813 года в результате побед под Джиддой и Меккой — Мекка, оазис Таиф и ключевой порт Джидда, через который начали поступать подкрепления.
Несмотря на успехи, египетская армия несла значительные потери из-за эпидемий, жары, голода, а также действий ваххабитов, которые, оправившись от неудачи, перешли к активным действиям.
Желая достичь коренного перелома в войне, Али-паша лично возглавил войска в Аравии и в январе провел сражение с крупными силами вахаббитов у Бесальи. Одержав победу, он продолжил наступление, и после ряда боёв и изнурительного перехода захватил порт Кунфуда и Асиру. Мухаммеду Али удалось вытеснить ваххабитов с юга Аравийского полуострова и весной 1815 года было заключено перемирие, по которому Хиджаз переходил под управление Египта, за ваххабитами оставались только внутренние районы Неджд и Касим, а эмир Абдалла признавал себя вассалом османского султана и обязался обеспечивать безопасность хаджа.
Война возобновилась уже в следующем году. Египетская армия под командованием приёмного сына хедива Египта Ибрагим-паши высадилась в Хиджазе и начала наступление во внутренние районы полуострова. В 1817 году были взяты крепости Эр-Расс, Бурайда и Унайза, в начале 1818 года — Шакра. В апреле 1818 года египтяне вышли к столице Саудидов Ад-Дирийе и 15 сентября 1818 года после пятимесячной осады город пал.

## Последствия
Первое Саудовское государство перестало существовать: столица была в 1819 году разрушена египтянами, в основных городах появились египетские гарнизоны. Эмир Абдалла сдался, был вывезен в Стамбул и казнён, а его отрубленная голова брошена в воды Босфора.
Победа в османо-саудовской войне привела к укреплению позиций Мухаммеда Али Египетского и восстановлению авторитета османского султана.
Эмират Саудидов возродился уже в середине 1820-х годов, и в 1841 году египетские войска покинули Аравию.